# Oxygonum
Oxygoneae · Oxygone
Tribu
Genre
Oxygonum, l'Oxygone, est un genre tropical de plantes à fleurs herbacées de la famille des Polygonaceae, unique représentant de la tribu des Oxygoneae.

## Description

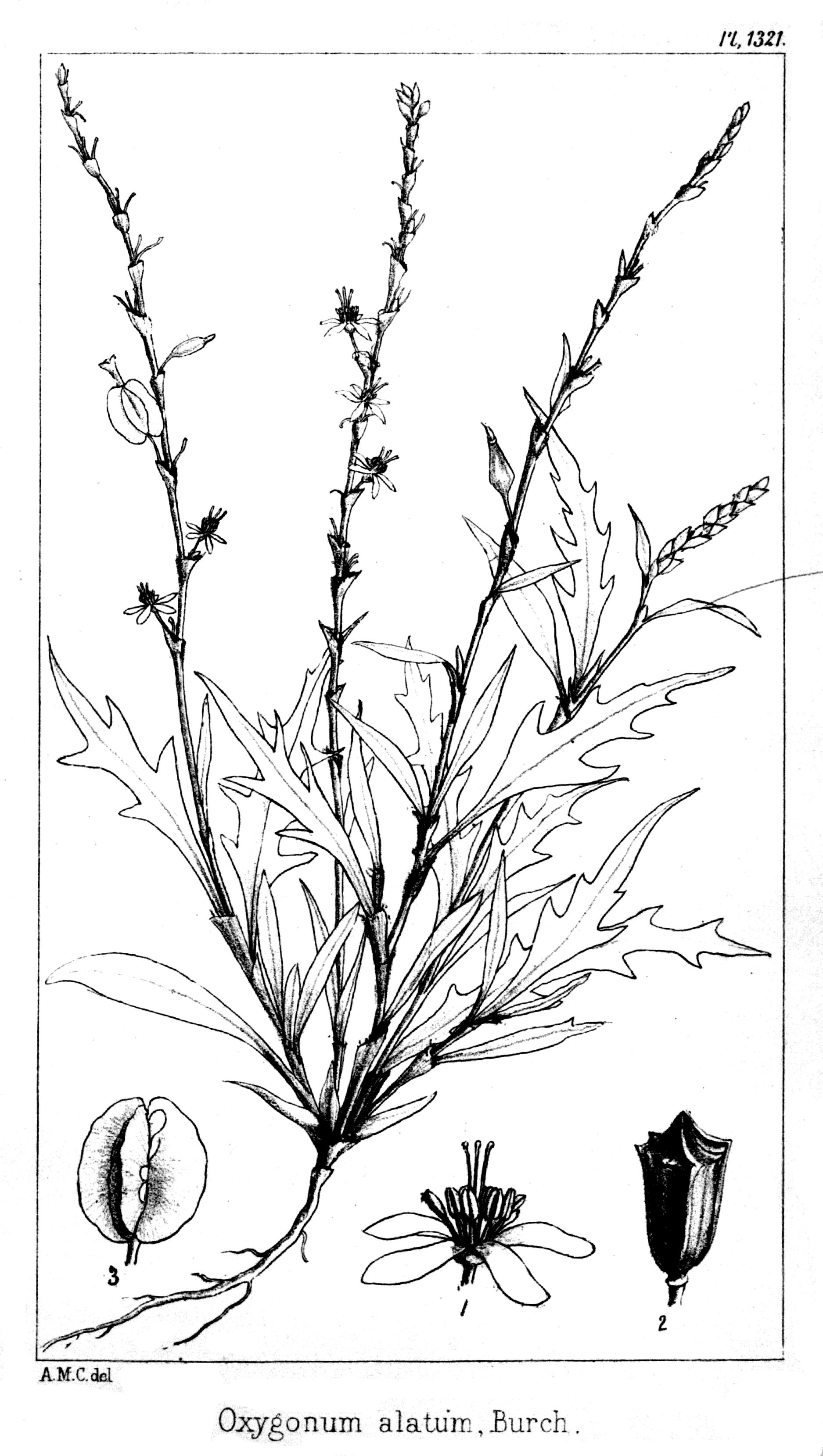
Oxygonum alatum (illustration botanique).

Ce sont herbacées annuelles ou vivaces et alors souvent rhizomateuses. Les feuilles sont alternes, aiguës ou tronquées à la base, à ochréa membraneuse et laciniée-soyeuse aux bords.

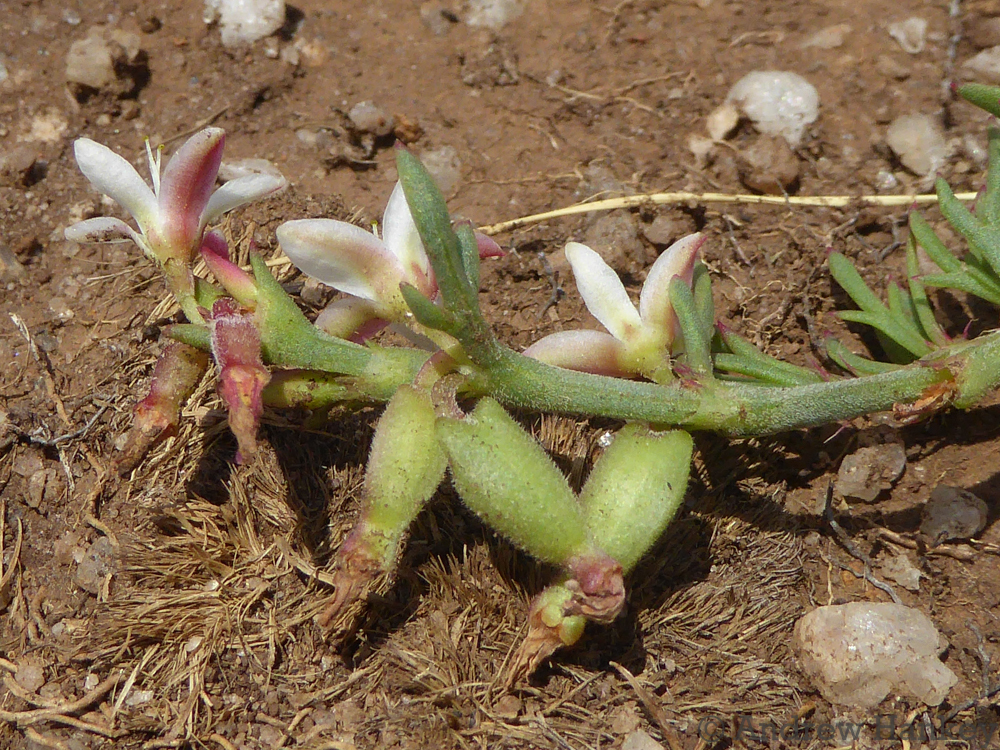
Oxygonum delagoense (fleurs).

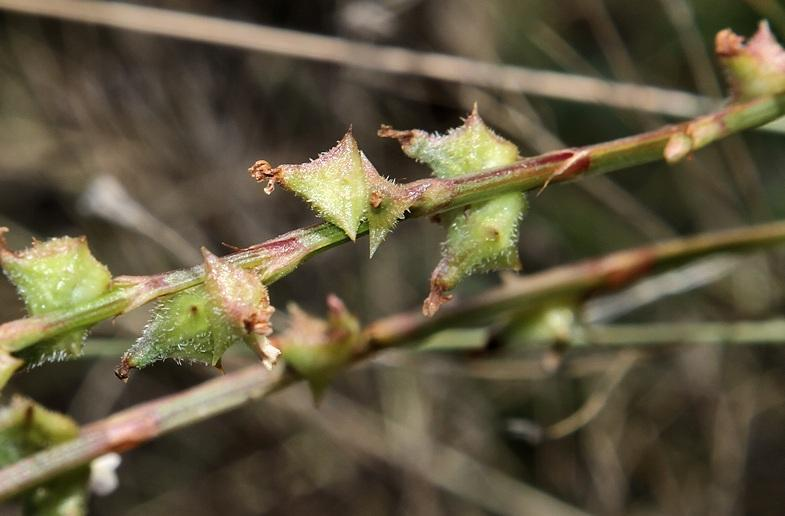
Oxygonum sinuatum (akènes).

Les inflorescences sont en racèmes lâches et terminaux, à fleurs groupées en fascicules cymeux à l'aisselle de bractées ochréiformes. Les fleurs sont hermaphrodites, souvent hétérodistylées, pédicellées, à pédicelle articulé et muni de deux bractéoles hyalines et soudées en gaine ; il y a un périgone tubulaire à la base, à tube persistant et accrescent en forme d'anthocarpe autour de l'akène, à limbe à cinq lobes pétaloïdes et marcescents. Il y a huit étamines, à filets filiformes et aplatis à la base, à anthères oblongues. L'ovaire est inclus dans le tube du périgone ; le style présente trois branches plus ou moins longuement connées à la base et à stigmates capités. Les anthocarpes sont inermes ou munis sous le milieu de trois épines étalées. Les akènes sont inclus dans l'anthocarpe et ont un albumen uni.

## Habitat et répartition
Ce genre regroupe une quarantaine d'espèces poussant dans les savanes en Afrique, sur la péninsule arabique et certaines ont été naturalisées en Inde.

## Systématique
Le nom correct complet (avec auteur) de ce taxon est Oxygonum Burch. ex Campd., 1819. L'espèce type est Oxygonum alatum Burch..
Ce taxon porte en français le nom vulgaire « Oxygone ».

### Synonymie
Oxygonum a pour synonymes :
- Ceratogonon Meisn.
- Diplopyramis Welw.

### Liste des espèces
Selon Plants of the World online (POWO) (7 juin 2024) :
- Oxygonum acetosella Welw.
- Oxygonum alatum Burch.
- Oxygonum altissimum Germish.
- Oxygonum annuum S.Ortiz & Paiva
- Oxygonum atriplicifolium (Meisn.) Martelli
- Oxygonum auriculatum R.A.Graham
- Oxygonum buchananii (Dammer) J.B.Gillett
- Oxygonum carnosum R.A.Graham
- Oxygonum delagoense Kuntze
- Oxygonum dregeanum Meisn.
- Oxygonum ellipticum R.A.Graham
- Oxygonum fruticosum Dammer ex Milne-Redh.
- Oxygonum gramineum R.A.Graham
- Oxygonum hastatum S.Ortiz
- Oxygonum hirtum Peter
- Oxygonum leptopus Mildbr.
- Oxygonum limbatum R.A.Graham
- Oxygonum lineare De Wild.
- Oxygonum litorale R.A.Graham
- Oxygonum lobatum R.A.Graham
- Oxygonum maculatum R.A.Graham
- Oxygonum magdalenae Dammer ex Peter
- Oxygonum ovalifolium Robyns & E.Petit
- Oxygonum overlaetii Robyns
- Oxygonum pachybasis Milne-Redh.
- Oxygonum pterocarpum Osborne & Vollesen
- Oxygonum quarrei De Wild.
- Oxygonum robustum Germish.
- Oxygonum sagittatum R.A.Graham
- Oxygonum salicifolium Dammer
- Oxygonum schliebenii Mildbr.
- Oxygonum sinuatum (Hochst. & Steud. ex Meisn.) Dammer
- Oxygonum stuhlmannii Dammer
- Oxygonum subfastigiatum R.A.Graham
- Oxygonum tenerum Milne-Redh.
- Oxygonum thulinianum S.Ortiz
- Oxygonum wittei Staner